# New Holland (entreprise)
Pour les articles homonymes, voir New Holland.
New Holland est un constructeur d'engins agricoles et d'engins de chantier, fondé en 1895 par Abram Zimmerman à New Holland en Pennsylvanie. Depuis 2013, il fait partie du groupe CNH Industrial, filiale d'Exor.
Jusque dans les années 1980, l'essentiel de son activité réside dans la conception, la fabrication et la vente de moissonneuses-batteuses ainsi que de presses. Celle-ci s'est depuis étendue, avec la fabrication de tracteurs agricoles, de matériel de vendange, d'ensileuses, au matériel de fenaison, ou encore aux engins de chantier.
New Holland est aujourd'hui l'un des plus importants constructeurs de matériel agricole au monde.

## Histoire

### Fondation et développement (1895-1946)

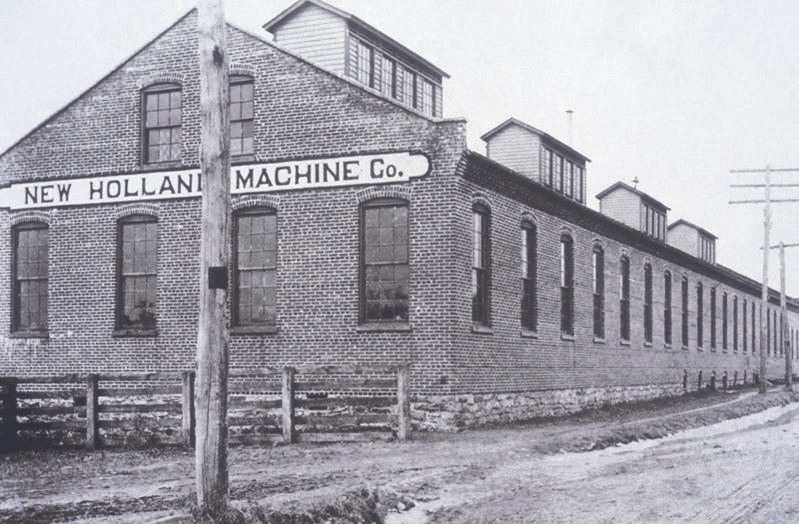
La première usine New Holland, basée dans la ville du même nom, en Pennsylvanie.

Les origines de l'entreprise remontent à 1895, avec la création de la New Holland Machine Company (en) par Abram Zimmerman, surnommé Abe. Celui-ci s'établit dans une écurie située dans la ville de New Holland en Pennsylvanie (dont il reprend le nom pour son entreprise), et y ouvre une forge,. Il se spécialise rapidement dans la réparation et la conception d'engins agricoles, pour subvenir aux besoins de la communauté agricole locale. L'entreprise actuelle est constituée en 1903. 
En 1914, Zimmerman vend l'intégralité de ses parts et quitte l'entreprise. Celle-ci atteint le nombre de 225 salariés en 1927. 
En 1940, New Holland Machine Company doit faire face à de nombreuses dettes. Reprise en main par une nouvelle équipe d’ingénieurs, la marque se lance dans la construction de presses à balles. En vendant plus de 350 presses l'année suivante, l'entreprise retrouve une situation économique stable. Cette production s’intensifie au cours des années suivantes, allant jusqu’à la production de 4 700 presses en 1946.

### Prise de contrôle par Sperry Rand Corporation et changement de nom (1947-1986)
En 1947, l'entreprise est absorbée par Sperry Rand Corporation, qui la renomme Sperry New Holland. La même année, l’entreprise réalise une avancée majeure dans la technologie de récolte du foin, avec l’introduction de la faucheuse conditionneuse.
En 1964, Sperry New Holland prend une participation majeure dans l'entreprise belge Claeys, connue pour avoir développé la Claeys MZ, considérée comme la première moissonneuse-batteuse automotrice aboutie fabriquée en Europe. Cette acquisition permet à l'entreprise de renforcer ses activités sur le continent.
En 1975, la firme présente la première moissonneuse-batteuse à double rotor au monde.

### Rachat par Ford (1986-1991)
En 1986, à la suite de la fusion de Sperry Rand avec Burroughs Corporation, Ford Motor Company rachète la division Sperry New Holland, la fusionne avec son activité agricole et la renomme « Ford New Holland ». Cette fusion permet à Ford de proposer à ses clients agriculteurs à la fois des tracteurs et des matériels de récolte.

### Rachat par Fiat (1991-1999)
En 1991, Fiat Group achète 80 % des parts de la société Ford New Holland et l'intègre à sa division agriculture FiatAgri. En 1994, Fiat S.p.A. en devient le propriétaire intégral. La société retrouve alors son nom d'origine, « New Holland ». Dans le même temps, Fiat choisit d'inclure les modèles agricoles produits par FiatAgri sous le nom commercial « New Holland », permettant au constructeur de proposer aux agriculteurs une gamme d'équipements très vaste et adaptée aux spécificités des marchés américains et européens (tracteurs, outils, moissonneuses, engins spécialisés dans la viticulture avec le rachat de Braud). Les noms FiatAgri et Ford sont cependant conservés et juxtaposés au nom New Holland jusqu'en 1999.  
L'entreprise crée une filiale indienne en 1996, dénommée New Holland Fiat Inde Pvt. Ltd. Celle-ci dispose d'une usine située dans la région de Greater Noida, près de New Delhi. 
En 1998, New Holland rachète Bizon, un fabricant d'engins de récoltes basé à Płock, en Pologne. La même année, New Holland met en place une joint-venture avec Türk Traktör, une société créée en 1967 par Fiat Trattori et le groupe Koç, le plus grand conglomérat industriel de Turquie. L'usine basée à Ankara produisait déjà des tracteurs Fiat depuis la précédente joint-venture avec le groupe Fiat en 1967.  

### Intégration dans CNH Industrial (depuis 1999)
En 1999, le groupe Fiat S.p.A. décide de fusionner ses filiales machines agricoles New Holland avec Case IH, groupe racheté par Fiat S.p.A. la même année, pour former la société CNH Global (au sein de Fiat Industrial, renommé CNH Industrial en 2013), spécialisée dans la production d'engins agricoles et de chantier. Cependant, contrairement à ce qu'il s'est produit lors des deux précédentes fusions, Fiat choisit de conserver les marques Case et New Holland qui proposent aux agriculteurs un certain nombre de machines communes (comme les tracteurs Magnum/TG/T8000 construits sur la même base technique), mais conservent également dans leur catalogue des matériels spécifiques (matériels viticoles vendus par New Holland sous la marque Braud).
En 2002, New Holland étend sa présence en Asie en créant Shanghai New Holland Agricultural Machinery Corporation Ltd, une coentreprise réunissant New Holland, Shanghai Tractor et Internal Combustion Engine Corporation, un leader industriel sur le marché chinois. 
Toujours en 2002, New Holland lance la gamme TG, dotée de l'éclairage halogène (surnommé « Cat'sEye » par Paolo Cantarella, alors président de Fiat S.p.A.). Il s'agit alors d'une première dans la conception des tracteurs, mais cette avancée a également précédé l'utilisation de ce type d'éclairage dans la conception automobile.
En 2009, la marque présente le premier tracteur à hydrogène au monde, le NH2, au Salon international du machinisme agricole (SIMA) à Paris. Basé sur la série T6000, le moteur thermique diesel est remplacé par deux moteurs électriques.
En 2010, après la finalisation de l'accord industriel entre CNH et l'entreprise russe OJSC KAMAZ, la coentreprise industrielle débute l'assemblage des nouveaux modèles T9060, T9040 et T8050, ainsi que des moissonneuses-batteuses CSX7080 et CSX7060 dans son usine de Naberezhnye Chelny, dans la République du Tatarstan. En 2012, deux nouveaux produits ont été ajoutés, le tracteur T8.330 et la moissonneuse-batteuse CX8080. 
En 2022, New Holland dévoile le prototype T7 Methane Power LNG. Il s'agit du premier tracteur au monde alimenté à 100 % au méthane. 

## Présence dans le monde
New Holland Agriculture est une entreprise présente dans 170 pays dans le monde. Le siège du groupe est implanté à Turin en Italie. Les directions opérationnelles sont distribuées au plus près des zones d'intérêt : en Amérique du Nord, en Amérique du Sud, en Europe, en Afrique, au Moyen-Orient, en Asie et en Océanie.
New Holland Agriculture dispose de 25 usines de fabrication complètes.
- Amérique du Nord[13].
  - Fargo, Dakota du Nord, États-Unis : fabrication de tracteurs.
  - Grand Island, Nebraska, États-Unis : fabrication de moissonneuses-batteuses et machines pour la fenaison et les fourrages.
  - New Holland, Pennsylvanie, États-Unis : fabrication de presses, machines pour la fenaison et les fourrages.
  - Racine, Wisconsin, États-Unis : montage de tracteurs et fabrication de transmissions.
  - Saskatoon, Canada : fabrication de machines pour les semis et le repiquage.

- Amérique latine[14].
  - Ferreyra, Argentine : fabrication de tracteurs et moissonneuses-batteuses.
  - Curitiba, Brésil : fabrication de tracteurs et moissonneuses-batteuses.
  - Piracicaba, Brésil : fabrication de pulvérisateurs agricoles.
  - Querétaro, Mexique : fabrication de tracteurs et de composants pour l'agriculture.
  - Sorocaba, Brésil : fabrication de moissonneuses-batteuses.

- Europe[15].
  - Anvers, Belgique : fabrication de composants pour machines agricoles.
  - Basildon, Royaume-Uni : fabrication de tracteurs.
  - Coëx, France (Braud) : fabrication de machines à vendanger.
  - Croix, France : fabrication de composants pour machines agricoles.
  - Jesi, Italie : fabrication de tracteurs.
  - Lecce, Italie : fabrication d'appareils télescopiques de soulèvement.
  - Modène, Italie : fabrication de composants agricoles.
  - Płock, Pologne : fabrication de moissonneuses-batteuses et presses.
  - Zedelghem, Belgique : fabrication de moissonneuses-batteuses, presses et trancheuses chargeuses.

- Asie et Moyen-Orient[16].
  - Ankara, Turquie (Türk Traktör) : fabrication de tracteurs et de moteurs pour machines agricoles.
  - Harbin, Chine : fabrication de tracteurs.
  - Naberejnye Tchelny, Russie : fabrication de tracteurs et moissonneuses-batteuses.
  - New Delhi, Inde : fabrication de tracteurs, moteurs et composants pour machines agricoles.
  - Shanghai, Chine : fabrication de tracteurs et de moteurs pour tracteurs.
  - Tachkent, Ouzbékistan : fabrication de tracteurs.

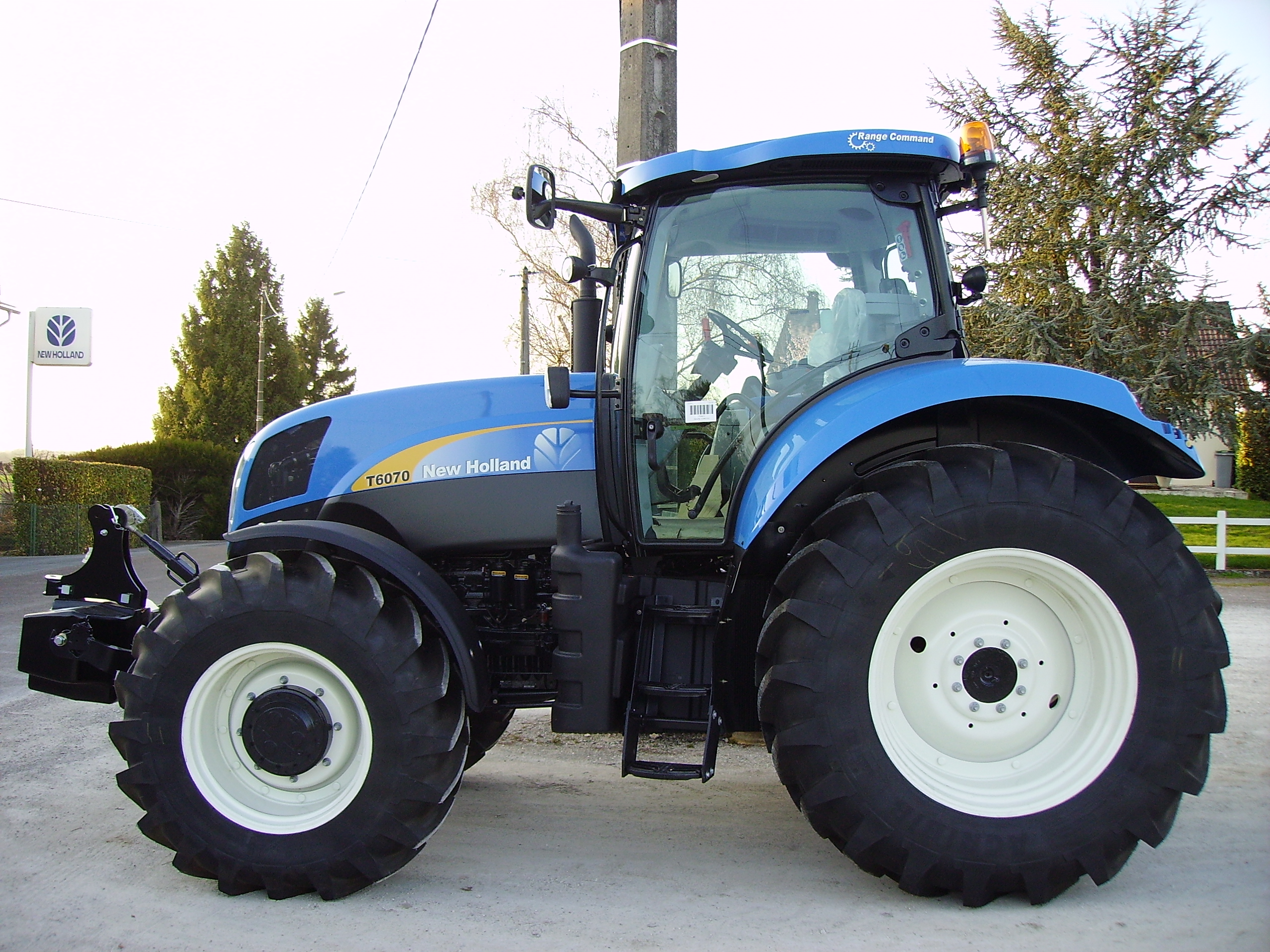
Tracteur New Holland T6070.
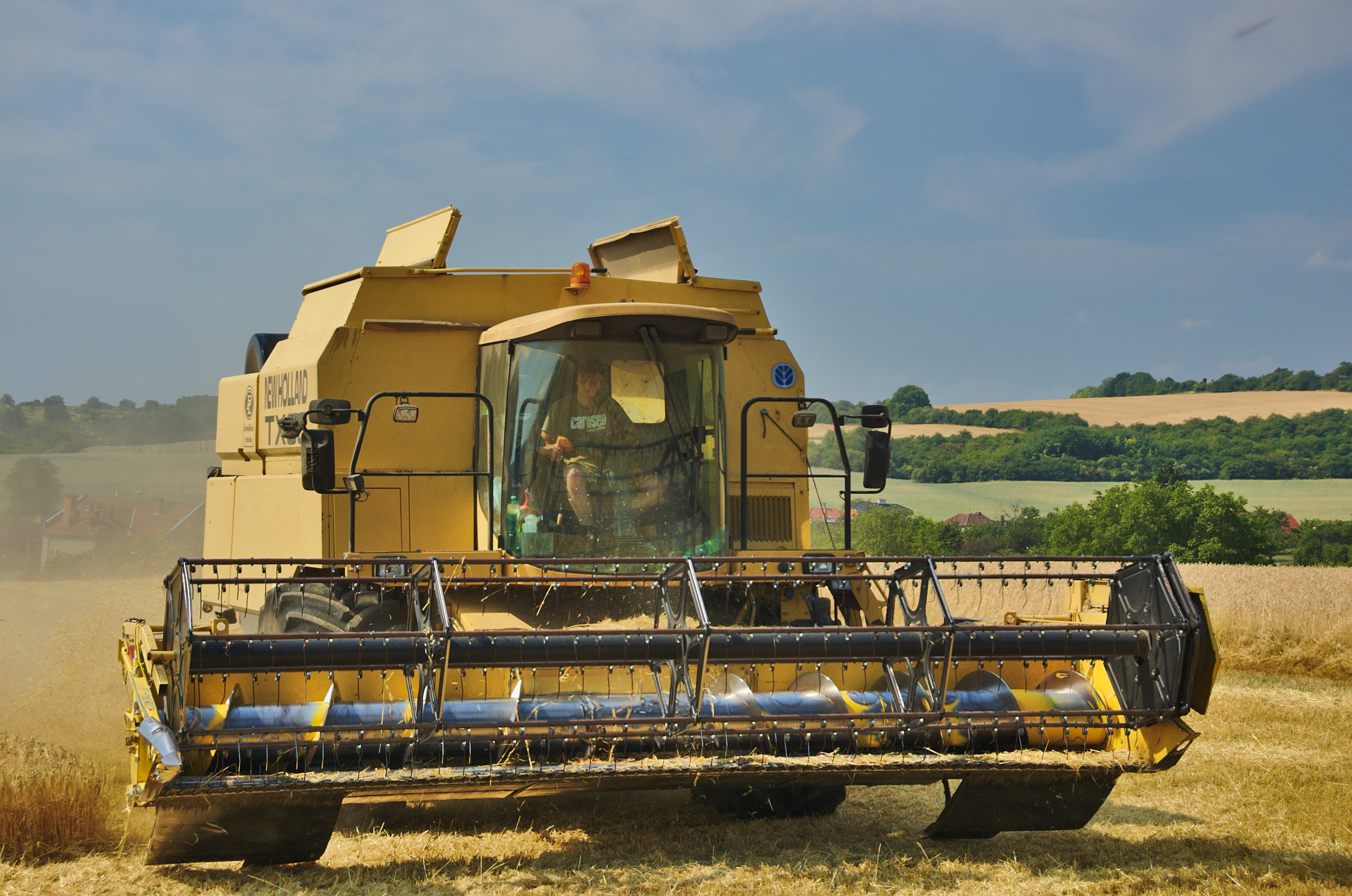
Moissonneuse-batteuse New Holland TX68.
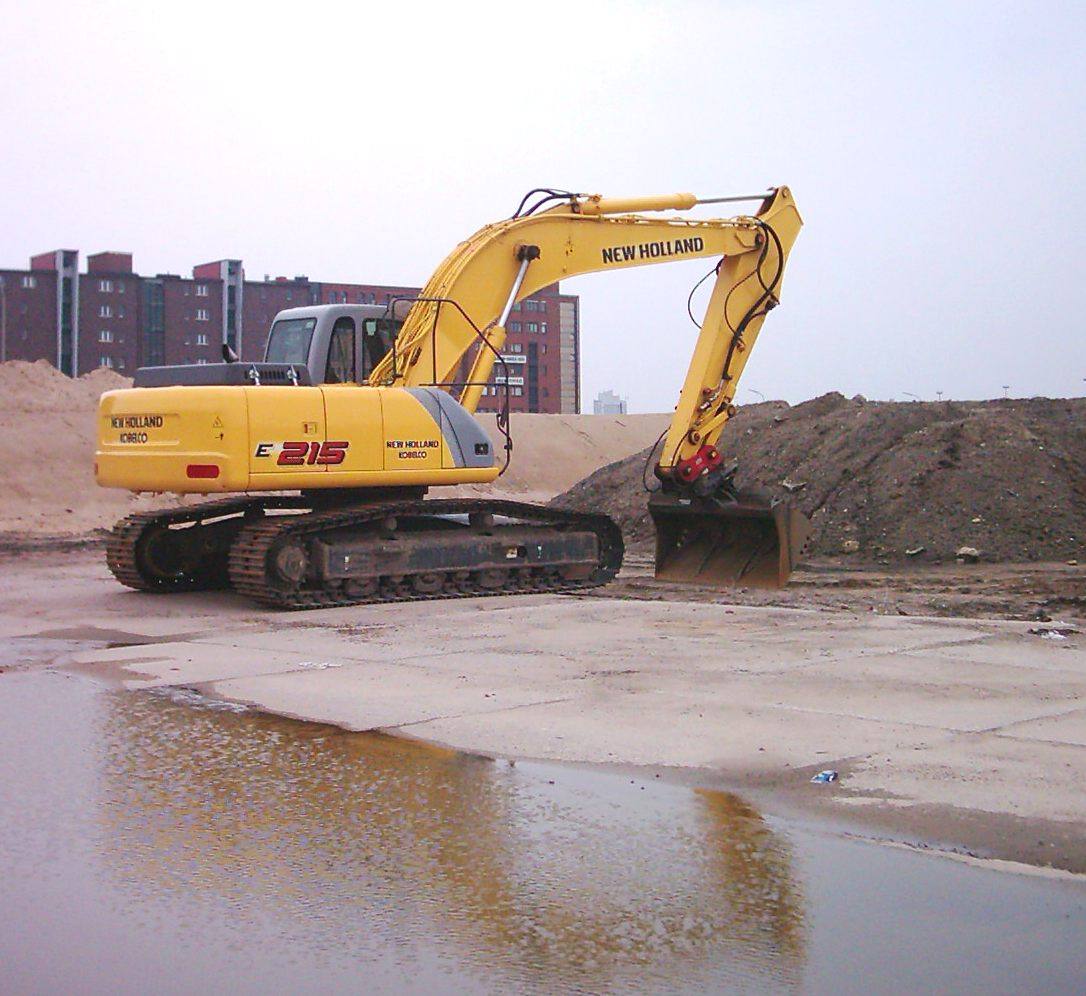
Pelle mécanique New Holland E215.
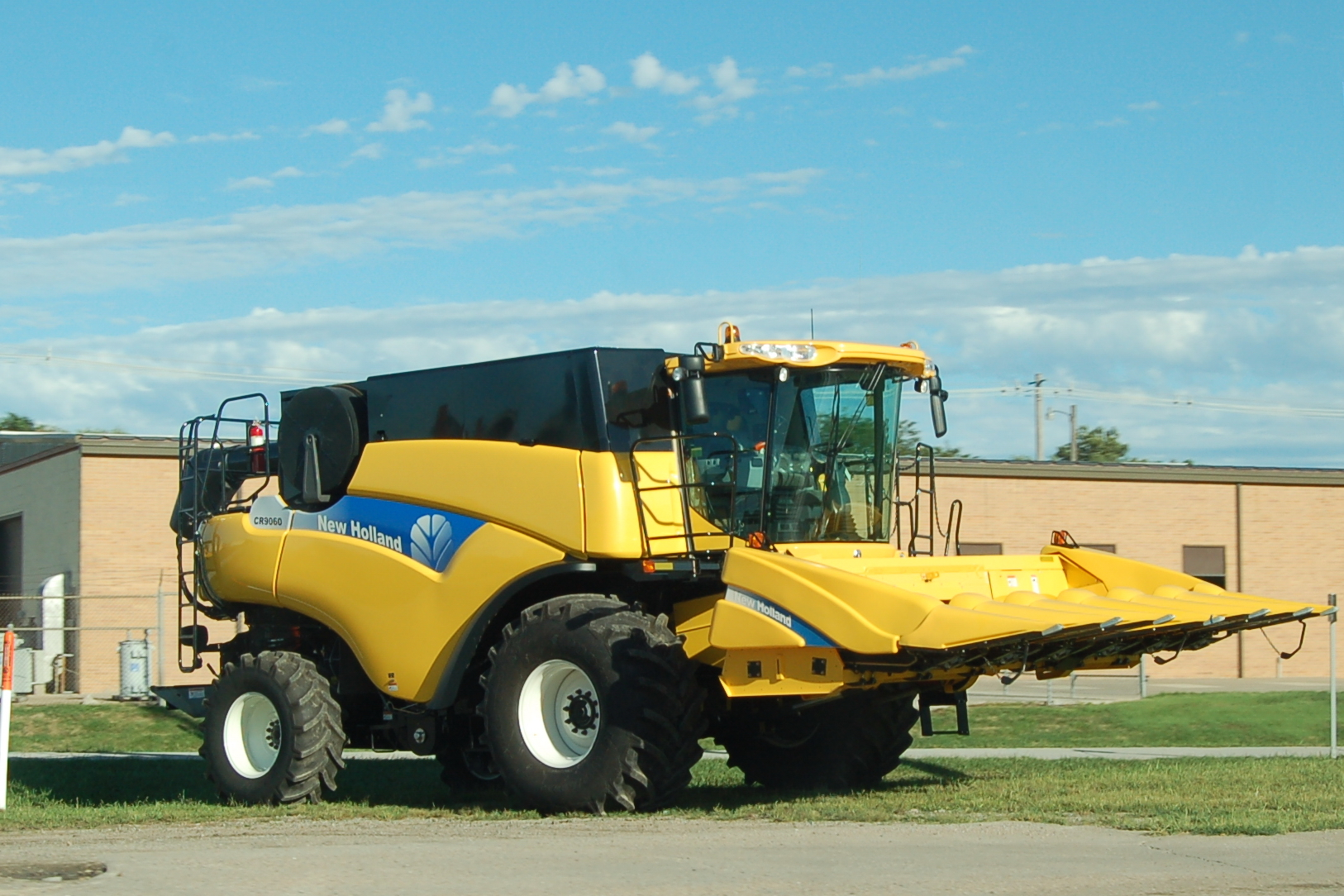
Corn-picker New Holland CR9060.
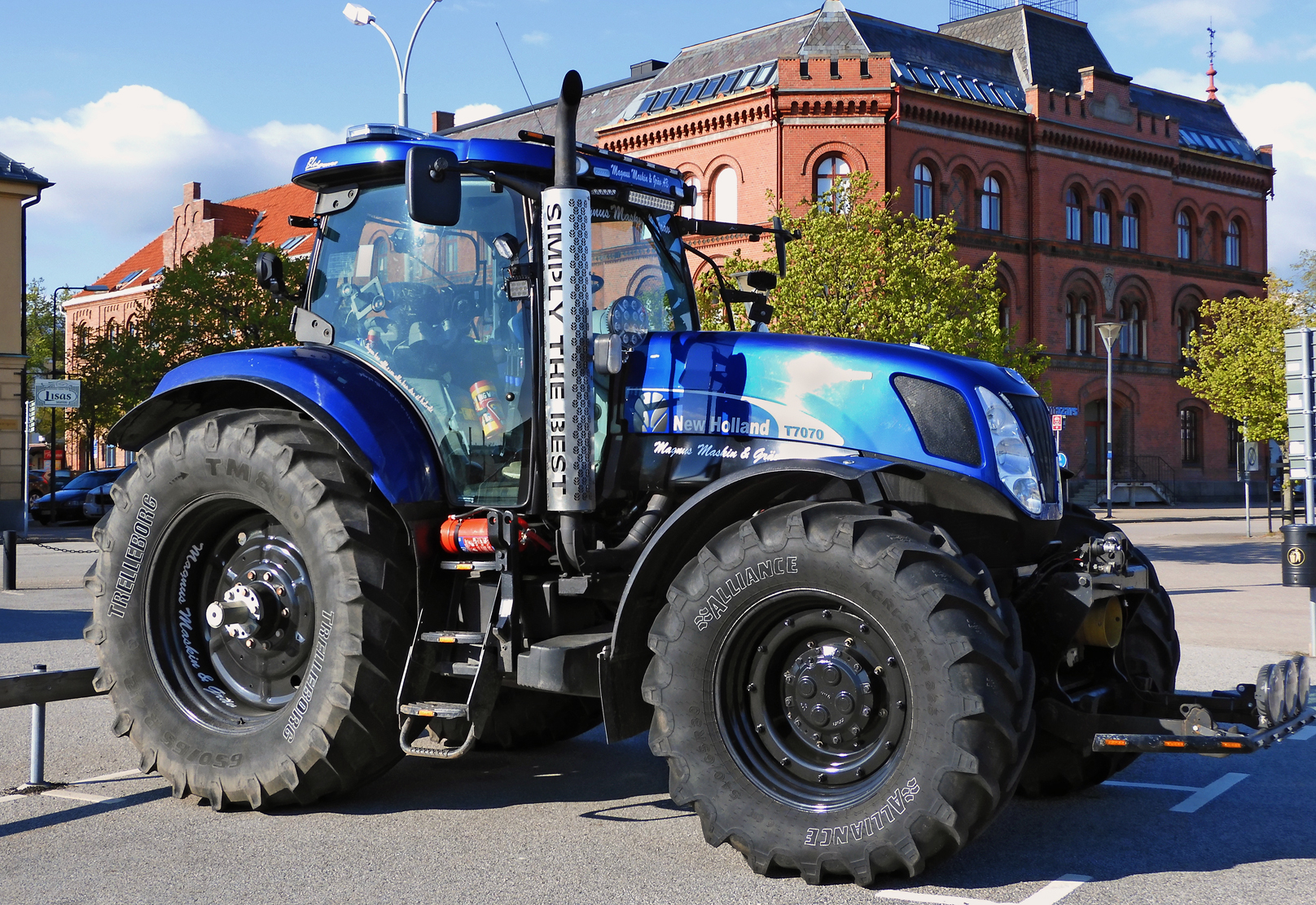
New Holland T7070 2009.

## Innovations

### Méthane
Le New Holland T6 Méthane Power est une série de tracteurs alimentés au biométhane. Elle a vu son premier prototype en 2013. En 2021, les premiers tracteurs commencent à être produits. Le tracteur T6 Méthane Power de New Holland est le premier tracteur au monde à être alimenté à 100 % au méthane et est l’un des maillons du cercle vertueux de la ferme indépendante en énergie.

## Parrainage
De 2007 à 2010, New Holland constitue le principal sponsor de la Juventus FC.
En 2012, la marque parraine la Conférence des Nations Unies sur le développement durable organisé à Rio de Janeiro.